# Baila esta cumbia
Baila esta cumbia es el nombre del primer EP grabado por la cantante mexicana Ángela Aguilar. Fue lanzado al mercado bajo el sello discográfico Machín Records el 1 de febrero de 2020. La producción recopila éxitos de la cantante fallecida, Selena Quintanilla

## Grabación
El EP fue grabado en Santiago de Chile, Chile, fue producido por Pepe Aguilar. siendo su primer material grabado fuera de México; según Pepe: 
A Ángela ya le tocó grabar en otra parte del mundo uno de sus discos, normalmente yo la grabó en mi estudio en México, o en mi casa de Los Angeles. Esta es la primera vez que sale de ese medio y lo hizo muy bien.
En una entrevista con Ángela Aguilar para Vogue México, según José Forteza (Editor de la Revista). "En su más reciente álbum, Baila esta cumbia, Ángela rinde un tributo a la cantante tejana Selena Quintanilla, que marcó de manera relevante la década de los años 1990. Para el álbum, Aguilar escogió siete de los mayores éxitos de la estrella tejana, con una aproximación muy personal y mezclas contemporáneas, siempre con respeto al original. Esto hace evidente cuanto Selena le inspiró, pero no es su única influencia."

## Lista de canciones
| N.º | Título                                   | Escritor(es)                         | Duración |  |
| 1.  | «Baila Esta Cumbia»                      | Quintanilla III • Astudillo          | 2:55     |  |
| 2.  | «Como La Flor»                           | Quintanilla III • Astudillo          | 2:56     |  |
| 3.  | «Bidi Bidi Bom Bom»                      | Selena Quintanilla, Astudillo        | 3:20     |  |
| 4.  | «No Me Queda Más»                        | Ricky Vela                           | 3:20     |  |
| 5.  | «Si una Vez»                             | Quintanilla III, Astudillo           | 2:48     |  |
| 6.  | «Amor Prohibido»                         | A.B. Quintanilla III, Pete Astudillo | 3:02     |  |
| 7.  | «Dreaming Of You / I Could Fall In Love» | Keith Thomas                         | 3:32     |  |

## Posicionamiento en listas
| Lista                   | Posición |
| ----------------------- | -------- |
| México (Top 100 México) | 3        |